# All-Ireland Senior Hurling Championship 1914
L'All-Ireland Senior Football Championship 1914 fu l'edizione numero 28 del principale torneo di hurling irlandese. Clare batté Laois in finale, ottenendo il primo titolo della sua storia.

## Formato
Parteciparono 15 squadre e si tennero i campionati provinciali, i cui vincitori avrebbero avuto diritto d'accesso alla fase finale nazionale. Tuttavia i campioni dell'Ulster non parteciparono. Ci fu quindi solo la semifinale tra i campioni del Munster e del Connacht, che in finale avrebbero trovato i campioni del Leinster.

## Torneo
All-Ireland Senior Hurling Championship
| 6 settembre 1914 Semifinale | Clare | 6-6 – 0-0 | Galway | Portlaoise |

| Dublino 18 ottobre 1914 Finale | Clare | 2-4 – 1-2 | Laois | Croke Park |